# Stvolová
Stvolová (in tedesco Stwolowa) è un comune della Repubblica Ceca facente parte del distretto di Blansko, in Moravia Meridionale.